# アイリッシュ・フットボール・アソシエーション
アイリッシュ・フットボール・アソシエーション（英: Irish Football Association）は現在、北アイルランドのサッカーを統括する団体である。略称はIFA。
元々はその名称が示すとおり、アイルランド全域を統括するサッカー協会だった。一般的には日本語では「北アイルランドサッカー協会」と言及されることが多いが、「アイルランドサッカー協会」と言及されるべき時期を含んでいるため、この項目名は「北アイルランドサッカー協会」とはしない。また当該団体も「北アイルランドサッカー協会」と訳せる名称を名乗っていない。

## 歴史
アイリッシュ・フットボール・アソシエーションは1880年、ベルファストにおいて設立された。1882年には創設されたサッカーのルールを決定する国際サッカー評議会の原メンバーとなった。
以後、1921年にアイルランド自由国が連合王国から独立し、アイルランド自由国のサッカー協会、フットボール・アソシエーション・オブ・アイルランドがアイルランドサッカー協会、即ちアイリッシュ・フットボール・アソシエーションから分離するまでアイルランド全域のサッカーを統括し、サッカーアイルランド代表を編成した。
この間、1880年から1921年に至る約40年間は、アイリッシュ・フットボール・アソシエーションこそが「アイルランドサッカー協会」として言及されるものである。
1921年に南部26県がアイルランド自由国として分離すると、アイリッシュ・フットボール・アソシエーションはアイルランド北部6県のサッカーを統括し、編成するナショナルチームはサッカー北アイルランド代表になった。ただし、アイリッシュ・フットボール・アソシエーションからフットボール・アソシエーション・オブ・アイルランドが分離した形を取っているため、サッカーアイルランド代表の記録は、北アイルランド代表に継承されている。